# 3174 Alcock

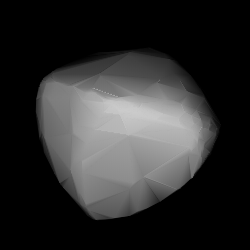
Alcock (asteróide 3174) é um asteróide da cintura principal, a 2,5991529 UA. Possui uma excentricidade de 0,1738293 e um período orbital de 2 038,17 dias (5,58 anos).
Alcock tem uma velocidade orbital média de 16,79235931 km/s e uma inclinação de 2,37336º.
Este asteróide foi descoberto em 26 de Outubro de 1984 por Edward Bowell.